# Noord-Amerikaans kampioenschap voetbal vrouwen 2018
Het Noord-Amerikaans kampioenschap voetbal vrouwen 2018, ook bekend als 2018 CONCACAF W Championship,was de tiende editie van het CONCACAF Women's Championship. het voetbaltoernooi vond plaats in de Verenigde Staten tussen 4 en 17 oktober 2018. Het diende als kwalificatietoernooi van de CONCACAF voor het Wereldkampioenschap voetbal vrouwen 2019. De drie beste teams kwalificeerden zich rechtstreeks voor het wereldkampioenschap. Het vierde geplaatste team ging door naar een play-off tegen het derde geplaatste team van de Copa América Femenina 2018.
In de finale versloeg de Verenigde Staten het nationale vrouwenvoetbalteam van Canada met 2-0 en behaalde daarmee hun achtste titel.

## Kwalificatie
De nationale vrouwenvoetbalteams van de  Verenigde Staten,  Mexico en  Canada waren rechtstreeks geplaatst voor het toernooi. Daarnaast werden 2 teams van Centraal Amerika geplaatst en 3 teams van de Caraïben.
| Land               | Kwalificatie via            | Aantal deelnames (incl. 2018) | Beste deelname                                     | Aantal deelnames WK vrouwen | Plek op FIFA-ranglijst aan het begin van dit toernooi |
| ------------------ | --------------------------- | ----------------------------- | -------------------------------------------------- | --------------------------- | ----------------------------------------------------- |
| Verenigde Staten   | Automatisch                 | 9                             | Kampioen (1991, 1993, 1994, 2000, 2002, 2006,2014) | 7                           | 1                                                     |
| Mexico             | Automatisch                 | 9                             | Tweede (1998, 2010)                                | 3                           | 24                                                    |
| Canada             | Automatisch                 | 9                             | Kampioen (1998, 2010)                              | 5                           | 5                                                     |
| Costa Rica         | Kampioen (Centraal Amerika) | 8                             | Tweede (2014)                                      | 1                           | 34                                                    |
| Jamaica            | Kampioen (Caraïben)         | 5                             | Vierden 2006                                       | 0                           | 64                                                    |
| Panama             | Tweede (Centraal Amerika)   | 3                             | Groepsfase (2002, 2006)                            | 0                           | 66                                                    |
| Trinidad en Tobago | Tweede (Caraïben)           | 10                            | Derde (1991)                                       | 0                           | 52                                                    |
| Cuba               | Derde (Caraïben)            | 1                             | Debut                                              | 0                           | 88                                                    |

## Stadions
| · Cary Edinburg Frisco |                  |                 |                  |
| · Cary Edinburg Frisco | Cary             | Edinburg        | Frisco           |
| ---------------------- | ---------------- | --------------- | ---------------- |
| · Cary Edinburg Frisco | Sahlen's Stadium | H-E-B Park      | Toyota Stadium   |
| · Cary Edinburg Frisco | Capacity: 10,000 | Capacity: 9,735 | Capacity: 20,500 |
| · Cary Edinburg Frisco |                  |                 |                  |

## Groepsfase
Wanneer teams op gelijke punten eindigden, werd de uiteindelijke volgorde bepaald op basis van:
1. Het hoogste aantal punten behaald in de onderlinge wedstrijden.
2. Een beter doelsaldo behaald in de onderlinge wedstrijden.
3. Het hoogste aantal doelpunten gescoord in de onderlinge wedstrijden.
4. Een beter doelsaldo behaald in alle groepswedstrijden.
5. Het hoogste aantal doelpunten gescoord in alle groepswedstrijden.
6. Loting.

### Groep A
| Pos | Team               | Wed | W | G | V | Ptn | DV | DT | +/− | Kwalificatie               |
| --- | ------------------ | --- | - | - | - | --- | -- | -- | --- | -------------------------- |
| 1   | Verenigde Staten   | 3   | 3 | 0 | 0 | 9   | 18 | 0  | +18 | Door naar de knock-outfase |
| 2   | Panama             | 3   | 2 | 0 | 1 | 6   | 5  | 5  | 0   | Door naar de knock-outfase |
| 3   | Mexico             | 3   | 1 | 0 | 2 | 3   | 4  | 9  | −5  |                            |
| 4   | Trinidad en Tobago | 3   | 0 | 0 | 3 | 0   | 1  | 14 | −13 |                            |

|                              |                    |       |        |                                                        |
| 4 Oktober 2018 17:00 (UTC−4) | Trinidad en Tobago | 0 – 3 | Panama | Sahlen's Stadium, Cary Scheidsrechter: Odette Hamilton |
| 4 Oktober 2018 17:00 (UTC−4) |                    |       |        | Sahlen's Stadium, Cary Scheidsrechter: Odette Hamilton |

|                              |                  |       |        |                                                           |
| 4 Oktober 2018 19:30 (UTC−4) | Verenigde Staten | 6 – 0 | Mexico | Sahlen's Stadium, Cary Scheidsrechter: Carol-Anne Chenard |
| 4 Oktober 2018 19:30 (UTC−4) |                  |       |        | Sahlen's Stadium, Cary Scheidsrechter: Carol-Anne Chenard |

|                              |        |       |                  |                                                       |
| 7 Oktober 2018 17:00 (UTC−4) | Panama | 0 – 5 | Verenigde Staten | Sahlen's Stadium, Cary Scheidsrechter: Tatiana Guzman |
| 7 Oktober 2018 17:00 (UTC−4) |        |       |                  | Sahlen's Stadium, Cary Scheidsrechter: Tatiana Guzman |

|                              |        |       |                    |                                                    |
| 7 Oktober 2018 19:30 (UTC−4) | Mexico | 4 – 1 | Trinidad en Tobago | Sahlen's Stadium, Cary Scheidsrechter: Mirian Leon |
| 7 Oktober 2018 19:30 (UTC−4) |        |       |                    | Sahlen's Stadium, Cary Scheidsrechter: Mirian Leon |

|                               |        |       |        |                                                              |
| 10 Oktober 2018 17:00 (UTC−4) | Panama | 2 – 0 | Mexico | Sahlen's Stadium, Cary Scheidsrechter: Marie-Soleil Beaudoin |
| 10 Oktober 2018 17:00 (UTC−4) |        |       |        | Sahlen's Stadium, Cary Scheidsrechter: Marie-Soleil Beaudoin |

|                               |                    |       |                  |                                                        |
| 10 Oktober 2018 19:30 (UTC−4) | Trinidad en Tobago | 0 – 7 | Verenigde Staten | Sahlen's Stadium, Cary Scheidsrechter: Odette Hamilton |
| 10 Oktober 2018 19:30 (UTC−4) |                    |       |                  | Sahlen's Stadium, Cary Scheidsrechter: Odette Hamilton |

### Groep B
| Pos | Team       | Wed | W | G | V | Ptn | DV | DT | +/− | Kwalificatie               |
| --- | ---------- | --- | - | - | - | --- | -- | -- | --- | -------------------------- |
| 1   | Canada     | 3   | 3 | 0 | 0 | 9   | 17 | 1  | +16 | Door naar de knock-outfase |
| 2   | Jamaica    | 3   | 2 | 0 | 1 | 6   | 10 | 2  | +8  | Door naar de knock-outfase |
| 3   | Costa Rica | 3   | 1 | 0 | 2 | 3   | 9  | 4  | +5  |                            |
| 4   | Cuba       | 3   | 0 | 0 | 3 | 0   | 0  | 29 | −29 |                            |

|                              |            |       |      |                                                         |
| 5 Oktober 2018 17:00 (UTC−4) | Costa Rica | 8 – 0 | Cuba | H-E-B Park, Edinburg Scheidsrechter: Ekaterina Koroleva |
| 5 Oktober 2018 17:00 (UTC−4) |            |       |      | H-E-B Park, Edinburg Scheidsrechter: Ekaterina Koroleva |

|                              |        |       |         |                                                       |
| 5 Oktober 2018 19:30 (UTC−4) | Canada | 2 – 0 | Jamaica | H-E-B Park, Edinburg Scheidsrechter: Francia González |
| 5 Oktober 2018 19:30 (UTC−4) |        |       |         | H-E-B Park, Edinburg Scheidsrechter: Francia González |

|                              |         |       |            |                                                     |
| 8 Oktober 2018 17:00 (UTC−4) | Jamaica | 1 – 0 | Costa Rica | H-E-B Park, Edinburg Scheidsrechter: Melissa Borjas |
| 8 Oktober 2018 17:00 (UTC−4) |         |       |            | H-E-B Park, Edinburg Scheidsrechter: Melissa Borjas |

|                              |      |        |        |                                                     |
| 8 Oktober 2018 19:30 (UTC−4) | Cuba | 0 – 12 | Canada | H-E-B Park, Edinburg Scheidsrechter: Crystal Sobers |
| 8 Oktober 2018 19:30 (UTC−4) |      |        |        | H-E-B Park, Edinburg Scheidsrechter: Crystal Sobers |

|                               |      |       |         |                                                     |
| 11 Oktober 2018 18:30 (UTC−4) | Cuba | 0 – 9 | Jamaica | H-E-B Park, Edinburg Scheidsrechter: Crystal Sobers |
| 11 Oktober 2018 18:30 (UTC−4) |      |       |         | H-E-B Park, Edinburg Scheidsrechter: Crystal Sobers |

|                               |            |       |        |                                                     |
| 11 Oktober 2018 21:00 (UTC−4) | Costa Rica | 1 – 3 | Canada | H-E-B Park, Edinburg Scheidsrechter: Lucila Venegas |
| 11 Oktober 2018 21:00 (UTC−4) |            |       |        | H-E-B Park, Edinburg Scheidsrechter: Lucila Venegas |

## Knock-outfase

### Wedstrijdschema
|  | Halve finale     | Halve finale     |                              |   | Finale | Finale |
|  |                  |                  |                              |   |        |        |
|  | 14 October       |                  |                              |   |        |        |
|  |                  |                  |                              |   |        |        |
|  | Panama           | 0                |                              |   |        |        |
|  | Panama           | 0                | 17 October                   |   |        |        |
|  | Canada           | 7                |                              |   |        |        |
|  | Canada           | 7                | Canada                       | 0 |        |        |
|  | 14 October       |                  | Canada                       | 0 |        |        |
|  |                  | Verenigde Staten | 2                            |   |        |        |
|  | Verenigde Staten | Verenigde Staten | 2                            | 6 |        |        |
|  | Verenigde Staten |                  |                              | 6 |        |        |
|  | Jamaica          | 0                |                              |   |        |        |
|  | Jamaica          | 0                | Wedstrijd om de derde plaats |   |        |        |
|  |                  |                  |                              |   |        |        |
|  | 17 October       |                  |                              |   |        |        |
|  |                  |                  |                              |   |        |        |
|  | Panama           | 2 (2)            |                              |   |        |        |
|  | Panama           | 2 (2)            |                              |   |        |        |
|  | Jamaica          | 2 (4)            |                              |   |        |        |

### Halve finales
De winnaars van de halve finale kwalificeren zich voor Wereldkampioenschap voetbal 2019
|                               |        |       |        |                                                        |
| 14 Oktober 2018 16:00 (UTC−5) | Panama | 0 – 7 | Canada | Toyota Stadium, Frisco Scheidsrechter: Odette Hamilton |
| 14 Oktober 2018 16:00 (UTC−5) |        |       |        | Toyota Stadium, Frisco Scheidsrechter: Odette Hamilton |

|                               |                  |       |         |                                                         |
| 14 Oktober 2018 19:00 (UTC−5) | Verenigde Staten | 6 – 0 | Jamaica | Toyota Stadium, Frisco Scheidsrechter: Francia González |
| 14 Oktober 2018 19:00 (UTC−5) |                  |       |         | Toyota Stadium, Frisco Scheidsrechter: Francia González |

### Wedstrijd om de derde plaats
De winnaar kwalificeerd zich voor de Wereldkampioenschap 2019. de verliezer gaat naar de UEFA–CONCACAF play-off waarvan de winnaar zich alsnog kwalificeerd voor de Wereldkampioenschap 2019.
|                               |        |               |         |                                                           |
| 17 Oktober 2018 17:00 (UTC−5) | Panama | (2) 2 – 2 (4) | Jamaica | Toyota Stadium, Frisco Scheidsrechter: Carol-Anne Chenard |
| 17 Oktober 2018 17:00 (UTC−5) |        |               |         | Toyota Stadium, Frisco Scheidsrechter: Carol-Anne Chenard |

### Finale
|                               |        |       |                  |                                                       |
| 17 Oktober 2018 20:00 (UTC−5) | Canada | 0 – 2 | Verenigde Staten | Toyota Stadium, Frisco Scheidsrechter: Lucila Venegas |
| 17 Oktober 2018 20:00 (UTC−5) |        |       |                  | Toyota Stadium, Frisco Scheidsrechter: Lucila Venegas |